# Красовская, Елена Анатольевна
Елена Анатольевна Красовская (в девичестве Овчарова; род. 17 августа 1976 года в Киеве) — украинская легкоатлетка, призёр летних Олимпийских игр 2004 года.

## Биография
Жена и воспитанница Сергея Красовского. Мастер спорта Украины международного класса (1995), заслуженный мастер спорта Украины (2004), награждена Орденом княгини Ольги 3-й степени (2004).
В 2002 году окончила Национальный университет физического воспитания и спорта Украины.
Серебряный призёр 28-х (Афины, 2004), участница 26-х (Атланта, США, 1996, 26-е место) и 27-х (Сидней, Австралия, 2000, 11—12-е место) Олимпийских игр в беге на дистанции 100 м с препятствиями. Серебряный призёр чемпионата Европы на дистанции 100 м (Мюнхен, 2002). Бронзовый призёр чемпионата Европы в помещении на дистанции 60 м (Гент, Бельгия, 2000). Бронзовый призёр командного чемпионата Европы на дистанции 100 м (Лейрия, Португалия, 2009). Чемпионка и рекордсменка Европы среди юниоров на дистанции 100 м (Ниредьхаза, Венгрия, 1995; 12,88 с — до сих пор не превзойдён). Победительница Кубка Европы на дистанции 100 м (Быдгощ, Польша, 2004). Многократная чемпионка Украины, член сборной команды Украины (1995—2009).
Выступала за спортивное общество «Динамо» (Киев, 1996—2009). С 2012 года занимает пост старшего офицера по работе с личным составом спортивной команды внутренних войск МВД Украины.